# Mauser mexicain

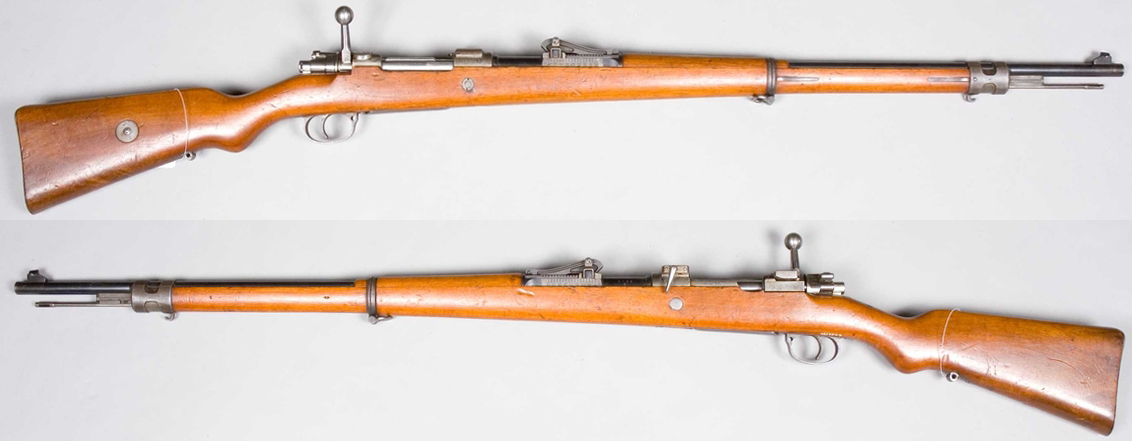
Le Mauser 98 : le modèle des fusils mexicains 1907 et suivants

Les fusils Mauser utilisés par l’armée mexicaine furent produits en Allemagne, en Autriche-Hongrie puis à Mexico même.  
La plupart ont été utilisés durant la Révolution mexicaine.
Emiliano Zapata disait pouvoir compter sur 70 000 hommes tous armés de fusils Mauser, bien que les "effectifs" de l'armée libératrice du Sud ne dépassassent jamais les 27 000 hommes.

## Fusil 1895
C’est une version améliorée du Gewehr 93 espagnol. Il est construit en bois et en acier usiné. Le guidon consiste en un grain d’orge et la hausse est réglable.  les usines allemandes de L. Loewe et de la DWM en fabriquèrent 50 000.
- Munition : 7 mm Mauser
- Longueur : 123 cm
- Canon : 74 cm
- Masse : 3,97 kg
- Magasin : 5 cartouches

## Carabine 1895
Cette arme est destinée aux cavaliers et aux artilleurs. 
Identique au fusil hormis les dimensions et la masse. 10 000 carabines sortirent des usines berlinoises.
- Munition : 7 mm Mauser
- Longueur : 95 cm
- Canon : 47 cm
- Masse : 3,4 kg
- Magasin : 5 cartouches

## Fusil 1902
C’est une variante du 1895 munie de la culasse du Mauser 98. Ses autres caractéristiques sont les mêmes que le Mle 1895. 
Elle était construite par DWM puis par Steyr-Mannlicher (80 000 armes en 1902-07). 
L’arsenal de Mexico en reprit la fabrication sous la forme du Modèle 1910. De 1913 à 1935, la Fabrique nationale d’armes mexicaine en produisit 44 000.
- Munition : 7 mm Mauser
- Longueur : 123 cm
- Canon : 74 cm
- Masse : 4,01 kg
- Magasin : 5 cartouches

## Fusil 1907
Première variante du Gewehr 98 à être adoptée par le Mexique. 
Fabrication austro-hongroise en 1907-1910.
- Munition : 7 mm Mauser
- Longueur : 125 cm
- Canon : 74 cm
- Masse : 4,05 kg
- Magasin : 5 cartouches

## Fusil 1912
Cette variante autrichienne du fusil Mauser 98 fut construite par Steyr de 1912 à 1914. 
Le guidon est protégé par un tunnel. 
Apres cette date, les exemplaires non livrés aux militaires mexicains le furent aux unités austro-hongroises engagées dans la Grande Guerre sous le nom de M14.
Les M14 survivants sont utilisés ensuite par l’armée royale yougoslave après rechambrage en 8 mm Mauser sous le nom de Fusil M1924B. Ces M24B yougoslaves rechambrés en 7,92 mm servirent ensuite dans la Wehrmacht.
- Munition : 7 mm Mauser
- Longueur : 125 cm
- Canon : 74 cm
- Masse : 4 kg
- Magasin : 5 cartouches

## Fusils et carabines 1924
Sous ce millésime sont regroupés des Mauser-FN belges et des Mauser-CZ tchécoslovaques chambrés en 7mm Mauser.

## Fusil 1936
Ce fusil d’infanterie est une synthèse du Gewehr 98 et du Springfield 1903, il est fabriqué à Mexico. 
Il est plus court et plus léger que le Mle 1912.
- Munition : 7 mm Mauser
- Longueur : 109 cm
- Canon : 59 cm
- Masse : 3,76 kg
- Magasin : 5 cartouches

## Fusil 1954
Ce dernier modèle des Mauser mexicains est un Mle 1936 adapté au calibre .30 US.
- Munition : .30-06 US
- Longueur : 112 cm
- Canon : 61 cm
- Masse : 4,37 kg
- Magasin : 5 cartouches

## Sources
- Hughes James B. Jr., Mexican Military Arms: The Cartridge Period, 1866-1967, Deep River Armory (ouvrage en anglais)
- Luc GUILLOU, Mauser : fusils et carabines militaires, 2 tomes, Éditions du Portail, 1997 et 2004
- Jean HUON, Le Mauser 98 et ses dérivés, Crépin Leblond, 2003.